# 村山豪
村山 豪（むらやま ごう、1998年7月30日 - ）は、日本の男子バレーボール選手である。

## 来歴
東京都練馬区出身。父はアフリカ系。10歳の頃、友人に誘われたのをきっかけにバレーボールを始める。
駿台学園高等学校を経て早稲田大学に進学。大学では同期の宮浦健人と共に全日本インカレ4連覇を経験した。
2020年10月、宮浦と共にジェイテクトSTINGSの内定選手になったと発表された。2020-21シーズン、V1リーグに内定選手として出場した。2021年4月、正式入団。
2021-22シーズン、V1で最優秀新人賞を受賞した。
2022年、日本代表登録メンバーに選出された。ネーションズリーグに出場した。
2025年5月、2024-25シーズン限りでの退団が発表された。6月に東京グレートベアーズとの契約が発表された。

## 球歴
- 日本代表 （2022年-）
  - 世界選手権 - 2022年
  - ネーションズリーグ - 2022年、2025年

## 所属チーム
- 駿台学園高等学校（2014-2017年）
- 早稲田大学 （2017-2021年）
- ジェイテクトSTINGS/ジェイテクトSTINGS愛知（2021-2025年）
- 東京グレートベアーズ（2025年-）

## 受賞歴
- 2022年 - 2021-22 V.LEAGUE DIVISION1 MEN 最優秀新人賞